# Axysta
Axysta is een vliegengeslacht uit de familie van de oevervliegen (Ephydridae).

## Soorten
- A. americana Clausen, 1983
- A. bradleyi Cresson, 1930
- A. cesta (Haliday, 1833)
- A. extera (Cresson, 1942)